# 前嶋輝
前嶋 輝（まえじま あきら、1957年 - ）は、ミュージックビデオ、ライブビデオを手がける日本の映像ディレクター。東京都出身。日本大学芸術学部卒業。株式会社フィッツロイ代表取締役。

## 概要
手がけた主なアーティストはBOØWY、サザンオールスターズ、浜田省吾、松任谷由実、Mr.Children、SPEED、スピッツなど。
1990年代、浜田省吾や松任谷由実の映像を制作する際は、当時世界最大級で日本には存在していなかったAkéla Crane（アキラクレーン）を多用していた。

## 作品

### あ行
- 嵐
  - ミュージックビデオ「復活LOVE」「I Seek/Daylight」
  - 映像作品「ARASHI Anniversary Tour 5×10」「ARASHI 10-11 TOUR "Scene"～君と僕の見ている風景」「ARASHI LIVE TOUR Beautiful World」「ARASHI LIVE TOUR 2015 Japonism」「ARASHI LIVE TOUR 2017-2018 untitled」「ARASHI Anniversary Tour 5×20」「アラフェス 2020」
- 綾戸智絵
  - 映像作品「LIVE! SEVEN」「原信夫と♯＆♭」
- EARTH
  - ミュージックビデオ「Color of Seasons」
- 井上陽水
  - 映像作品「CONCERT 2008」「40th Special Thanks Live in 武道館」「Tour 2011 Powder大阪グランキューブ」

- UVERworld
  - 映像作品「PROGLUTION」「AwakEVE」「LAST TOUR 東京ドーム」「2011 Premium LIVE on Xmas」

### か行
- 川江美奈子
  - ミュージックビデオ「しあわせ」
- Kinki Kids
  - 映像作品「Kinki you CONCERT」「Kinki you DVD」
- CRAZE
  - ミュージックビデオ「TRUE HEART」「すばらしき明日へ」
- GLAY
  - 映像作品「15th Anniversary Special Live THE GREAT VACATION」「男ナイト」「ROCK AROUND THE WORLD 2010-2011」「STADIUM LIVE 2012 THE SUITE ROOM in OSAKA NAGAI STADIUM」
- 桑田佳祐
  - 映像作品「X'mas LIVE in 札幌」「年越しライブ2002けいすけさん、ビデオも色々と大変ねぇ。」
- CHEMISTRY
  - 映像作品「one+one」「fo(u)r」
- COMPLEX
  - 映像作品「19901108」

### さ行
- 斉藤和義
  - ミュージックビデオ「月光」
  - 映像作品「アリナミンpresents15周年記念プレミアムライブ」「歌うたい 15＜16」「"月が昇れば"at日本武道館 2010.3.5」
- サザンオールスターズ
  - 映像作品「流石(SASが)だ真夏ツアー! あっっ!生。だが、SAS! 〜カーニバル出るバニーか!?〜」「年越しライブ04'～05'暮れサナカ」
- SPEED
  - ミュージックビデオ「Body & Soul」「ALL MY TRUE LOVE」「Precious Time」「One More Dream ～願い～」
- スピッツ
  - ミュージックビデオ「春の歌」
- SOUL LOVERS
  - ミュージックビデオ「EVERYDAY SUNSHINE」「You've gotta Funk」

### た行
- Char
  - ミュージックビデオ「Piano」「OSAMPO」
  - 映像作品「Amano-jack Movin' The Documentary on st」
- Def Tech
  - ミュージックビデオ「High on Life」「Catch the wave」「祈り」
  - 映像作品「Def tech OKINAWA LIVE」「Def tech 武道館」
- D'ERLANGER
  - ミュージックビデオ「xxx for you」
- DOES
  - ミュージックビデオ「トーチ・ライター」
- DREAMS COME TRUE
  - 映像作品「史上最強の移動遊園地 ドリカムワンダーランド '95★50万人のドリームキャッチャー 」「史上最強の移動遊園地 DREAMS COME TRUE WONDERLAND 1999 〜冬の夢〜」「史上最強の移動遊園地 DREAMS COME TRUE WONDERLAND 1999 〜夏の夢〜」

### な行
- 中村一義
  - 映像作品「021217」

### は行
- 浜田省吾
  - ミュージックビデオ「君の名を呼ぶ」「夜はこれから」
  - 映像作品「ROAD OUT "MOVIE"」「NHK BS2 浜田省吾 ON THE ROAD 2001 〜THE SHOGO MUST GO ON」「NHK BShi ハイビジョンスペシャル 浜田省吾 THE SHOGO MUST GO ON」
  - ON THE ROAD '94 "THE MOMENT OF THE MOMENT" ビジュアルディレクター[2]
    - 「僕と彼女と週末に」「WHAT'S THE MATTER, BABY?」「初秋」「傷だらけの欲望」

  - ON THE ROAD '96 "Tender is the night" ビジュアルディレクター
    - 「とらわれの貧しい心で」「我が心のマリア」

  - 「ON THE ROAD 2001」「WE ARE STILL ON THE ROAD」「ON THE ROAD 2005-2007 "My First Love"」撮影監督やステージ映像を担当
- 一青窈
  - ミュージックビデオ「音木箱」
  - 映像作品「ライブ ええいああ」「てとしゃん」「夢街バンスキング～はいらんせ～」「Yo&U Tour 06'」「Key～Talkie Doorkey」
- ふれあい
  - ミュージックビデオ「約束」
- HOTDOG
  - ミュージックビデオ「MY WAY」
- 布袋寅泰
  - ミュージックビデオ「Born to be wild」
  - 映像作品「ROCK THE FUTURE TOUR ～布袋寅泰ライブin 武道館 ～」「30th ANNIVERSARY ANTHOLOGY Ⅱ”威風堂々”」「30th ANNIVERSARY ANTHOLOGY Ⅰ”創世記”」「GREATEST SUPER LIVE ~GUITAR & SYMPHONY~ HOTEI with THE ORCHESTRA」
- BOØWY
  - ミュージックビデオ「わがままジュリエット」
  - 映像作品「BOØWY VIDEO」「1224」「LAST GIGS～LIVE AT TOKYO DOME (BIG EGG) APRIL4,5 1988」

### ま行
- 松任谷由実
  - ミュージックビデオ
    - 「ANNIVERSARY〜無限にCALLING YOU〜」「WANDERERS」「満月のフォーチュン」「SAVE OUR SHIP」「情熱に届かない～Don’t Let Me Go」「Carry on」「真夏の夜の夢」「XYZING XYZING」「Hello, my friend」「春よ、来い」「輪舞曲（ロンド）」「最後の嘘」「告白」「Northern Lights」「永遠が見える日」[3]他ステージ演出映像を担当

  - 映像作品
    - 「INTO THE DANCING SUN」「Yuming EXPO 2005 愛・地球博（NHK）」「FRIEND OF LOVE THE EARTH 2006」[3]

- 森山直太朗
  - 映像作品「森の人」

### や行
- 吉田拓郎
  - 映像作品「TAKURO＆his BIG GROUP with SEO～豊かなる一日～」

### ら行
- RIZE
  - 映像作品「恵比寿リキッドルーム」「T・K・O」

### わ行
- 渡辺香津美
  - 映像作品「MO'BOP」

### ドキュメンタリー・映画
- 地球交響曲 ガイアシンフォニー第四番
- Mr.Children「【es】 Mr.Children in FILM」